# Copa América 1979/Kader
Dieser Artikel enthält die Kader der 10 Nationalmannschaften bei der Copa América 1979. Die Spiele mit statistischen Details beinhaltet der Artikel Copa América 1979/Spiele.

## Gruppe A

### Chile
| Position   | Name                | Verein                  | Geburtsdatum       | Anzahl der Spiele | Tor | Rote Karte |
| ---------- | ------------------- | ----------------------- | ------------------ | ----------------- | --- | ---------- |
| Torwart    | Mario Osbén         | Unión Española          | 14. Juli 1955      | 9                 | 0   | 0          |
| Torwart    | Óscar Wirth         | CSD Colo-Colo           | 5. November 1955   | 0                 | 0   | 0          |
| Abwehr     | Enzo Escobar        | Unión Española          | 10. November 1951  | 9                 | 0   | 0          |
| Abwehr     | Elías Figueroa      | CD Palestino            | 25. Oktober 1946   | 4                 | 0   | 0          |
| Abwehr     | Mario Galindo       | CSD Colo-Colo           | 10. August 1951    | 7                 | 0   | 0          |
| Abwehr     | Raúl Isaac González | CD Palestino            | 2. Dezember 1955   | 2                 | 0   | 0          |
| Abwehr     | Alberto Quintano    | CF Universidad de Chile | 26. April 1946     | 2                 | 0   | 0          |
| Abwehr     | René Valenzuela     | CD O’Higgins            | 20. April 1955     | 9                 | 0   | 0          |
| Mittelfeld | Eduardo Bonvallet   | CD Universidad Católica | 13. Januar 1955    | 6                 | 0   | 1          |
| Mittelfeld | Rodolfo Dubó        | Club Atlético Talleres  | 11. September 1953 | 4                 | 0   | 0          |
| Mittelfeld | Miguel Ángel Neira  | CD O’Higgins            | 9. Oktober 1952    | 5                 | 0   | 0          |
| Mittelfeld | Jorge Peredo        | Unión Española          | 17. Februar 1953   | 5                 | 4   | 0          |
| Mittelfeld | Waldo Quiroz        | CD O’Higgins            | 10. September 1949 | 2                 | 0   | 0          |
| Mittelfeld | Carlos Rivas        | CSD Colo-Colo           | 24. Mai 1953       | 9                 | 3   | 0          |
| Mittelfeld | Manuel Rojas        | CD Palestino            | 13. Juni 1954      | 7                 | 0   | 0          |
| Mittelfeld | Mario Soto          | CD Cobreloa             | 10. Juli 1950      | 6                 | 2   | 0          |
| Sturm      | Carlos Caszely      | CSD Colo-Colo           | 5. Juli 1950       | 7                 | 3   | 0          |
| Sturm      | Víctor Estay        | Unión Española          | 24. Februar 1951   | 4                 | 0   | 0          |
| Sturm      | Óscar Fabbiani      | CD Palestino            | 17. Dezember 1950  | 3                 | 0   | 0          |
| Sturm      | Patricio Yáñez      | CD San Luis de Quillota | 20. Januar 1961    | 5                 | 1   | 0          |
| Sturm      | Leonardo Véliz      | CSD Colo-Colo           | 3. September 1945  | 6                 | 1   | 0          |

Trainer:  Luis Santibáñez

### Kolumbien
| Position   | Name                  | Verein                 | Geburtsdatum       | Anzahl der Spiele | Tor | Rote Karte |
| ---------- | --------------------- | ---------------------- | ------------------ | ----------------- | --- | ---------- |
| Torwart    | James Mina            | Independiente Santa Fe | 17. Juli 1954      | 0                 | 0   | 0          |
| Torwart    | Heberth Ríos          | Once Caldas            | 28. September 1956 | 0                 | 0   | 0          |
| Torwart    | Pedro Zape            | Deportivo Cali         | 3. Juni 1949       | 4                 | 0   | 0          |
| Abwehr     | Oscar Bolaño          | Atlético Junior        | 14. Mai 1951       | 4                 | 0   | 0          |
| Abwehr     | Fernando Castro       | Deportivo Cali         | 11. Februar 1949   | 4                 | 0   | 0          |
| Abwehr     | Miguel Escobar        | Deportivo Cali         | 18. April 1945     | 4                 | 0   | 0          |
| Abwehr     | Miguel Augusto Prince | Atlético Bucaramanga   | 30. Juli 1957      | 0                 | 0   | 0          |
| Abwehr     | Luis Reyes            | América de Cali        | 27. Januar 1954    | 4                 | 0   | 0          |
| Mittelfeld | Gabriel Chaparro      | América de Cali        | 2. Juli 1954       | 4                 | 1   | 0          |
| Mittelfeld | Hernán Herrera        | Atlético Nacional      | 28. Oktober 1957   | 1                 | 0   | 0          |
| Mittelfeld | Luis Fernando López   | Independiente Santa Fe |                    | 0                 | 0   | 0          |
| Mittelfeld | Víctor Lugo           | América de Cali        | 15. April 1954     | 0                 | 0   | 0          |
| Mittelfeld | Álvaro Muñoz Castro   | América de Cali        |                    | 2                 | 0   | 0          |
| Mittelfeld | Rafael Otero          | Deportivo Cali         | 14. Dezember 1954  | 2                 | 0   | 0          |
| Mittelfeld | César Valverde        | Deportivo Cali         | 23. August 1948    | 4                 | 1   | 0          |
| Sturm      | Rafael Agudelo        | Deportivo Cali         | 17. Mai 1954       | 2                 | 0   | 0          |
| Sturm      | Arnoldo Iguarán       | Cúcuta Deportivo       | 18. Januar 1957    | 4                 | 1   | 0          |
| Sturm      | Ernesto Díaz          | Atlético Junior        | 13. September 1952 | 4                 | 1   | 0          |
| Sturm      | Jaime Morón           | Millonarios FC         | 16. November 1950  | 2                 | 1   | 0          |
| Sturm      | Willington Ortiz      | Millonarios FC         | 26. März 1952      | 4                 | 0   | 0          |
| Sturm      | Alex Valderrama       | Unión Magdalena        | 1. Oktober 1960    | 1                 | 0   | 0          |
| Sturm      | Eduardo Vilarete      | Atlético Nacional      | 20. Juni 1953      | 0                 | 0   | 0          |

Trainer:  Blagoja Vidinić

### Venezuela
| Position   | Name                  | Verein                      | Geburtsdatum      | Anzahl der Spiele | Tor | Rote Karte |
| ---------- | --------------------- | --------------------------- | ----------------- | ----------------- | --- | ---------- |
| Torwart    | Andrés Arizaleta      | Zamora FC                   | 23. Dezember 1950 | 0                 | 0   | 0          |
| Torwart    | César Semidey         | Deportivo Táchira FC        | 3. Oktober 1954   | 0                 | 0   | 0          |
| Torwart    | Vicente Vega          | Portuguesa FC               | 21. Februar 1955  | 4                 | 0   | 0          |
| Abwehr     | Pedro Acosta          | Deportivo Galicia           | 28. November 1959 | 3                 | 0   | 0          |
| Abwehr     | Ordan Aguirre         | Deportivo Lara              | 15. Februar 1955  | 1                 | 0   | 0          |
| Abwehr     | Emilio Campos         | Universidad de Los Andes FC | 22. August 1954   | 4                 | 0   | 0          |
| Abwehr     | Johnny Castellanos    | Zamora FC                   | 13. Dezember 1959 | 1                 | 0   | 0          |
| Abwehr     | Pedro Castro          | Deportivo Galicia           | 26. Mai 1950      | 4                 | 0   | 0          |
| Abwehr     | José Ramón Contreras  | Deportivo Táchira FC        |                   | 2                 | 0   | 0          |
| Abwehr     | Cheche Vidal          | Deportivo Italia            | 29. Mai 1959      | 3                 | 0   | 0          |
| Mittelfeld | Bernardo Añor         | Bingo                       | 7. Oktober 1959   | 1                 | 0   | 0          |
| Mittelfeld | Plinio Araque         | Estudiantes de Mérida       | 30. November 1954 | 0                 | 0   | 0          |
| Mittelfeld | Rafael Cadenas        | Universidad de Los Andes FC | 8. September 1958 | 1                 | 0   | 0          |
| Mittelfeld | Luis Mendoza          | Deportivo Italia            | 21. Juni 1945     | 4                 | 0   | 0          |
| Mittelfeld | Richard Páez          | Deportivo Táchira FC        | 31. Dezember 1952 | 4                 | 0   | 1          |
| Mittelfeld | Asdrúbal Sánchez      | Universidad de Los Andes FC | 1. April 1958     | 4                 | 0   | 0          |
| Sturm      | Rodolfo Carvajal      | Universidad de Los Andes FC | 8. Februar 1952   | 3                 | 1   | 0          |
| Sturm      | Angel de Jesús        | Valencia Fútbol Club        | 18. April 1957    | 3                 | 0   | 0          |
| Sturm      | Pedro Febles          | Deportivo Italia            | 18. April 1958    | 3                 | 0   | 0          |
| Sturm      | Julio César Hernández | Estudiantes de Mérida       | 6. Oktober 1951   | 2                 | 0   | 0          |
| Sturm      | Alexis Peña           | Universidad de Los Andes FC | 1. Juli 1956      | 3                 | 0   | 0          |
| Sturm      | Rafael Santana        | Deportivo Portugués         | 1. Dezember 1944  | 2                 | 0   | 0          |

Trainer:  Walter Róque

## Gruppe B

### Argentinien
| Position   | Name                 | Verein                      | Geburtsdatum      | Anzahl der Spiele | Tor | Rote Karte |
| ---------- | -------------------- | --------------------------- | ----------------- | ----------------- | --- | ---------- |
| Torwart    | Ricardo Ferrero      | Rosario Central             | 5. April 1955     | 0                 | 0   | 0          |
| Torwart    | Julio César Falcioni | CA Vélez Sarsfield          | 20. Juli 1956     | 0                 | 0   | 0          |
| Torwart    | Enrique Vidallé      | Gimnasia y Esgrima La Plata | 7. März 1951      | 4                 | 0   | 0          |
| Abwehr     | Miguel Bordón        | Boca Juniors                | 27. Oktober 1952  | 4                 | 0   | 0          |
| Abwehr     | Juan Bujedo          | CA Vélez Sarsfield          | 6. März 1956      | 0                 | 0   | 0          |
| Abwehr     | Pedro Larraquy       | CA Vélez Sarsfield          | 13. Juni 1953     | 3                 | 0   | 0          |
| Abwehr     | Victorio Ocaño       | Club Atlético Talleres      | 9. Juni 1954      | 1                 | 0   | 0          |
| Abwehr     | Daniel Passarella    | River Plate                 | 25. Mai 1953      | 4                 | 2   | 0          |
| Abwehr     | Eduardo Saporiti     | River Plate                 | 29. Dezember 1954 | 2                 | 0   | 0          |
| Abwehr     | José van Tuyne       | Rosario Central             | 13. Dezember 1954 | 4                 | 0   | 0          |
| Mittelfeld | Juan Barbas          | Racing Club                 | 23. August 1959   | 2                 | 0   | 0          |
| Mittelfeld | Ricardo Bochini      | CA Independiente            | 25. Januar 1954   | 1                 | 0   | 0          |
| Mittelfeld | José Luis Gaitán     | Rosario Central             | 7. September 1957 | 2                 | 0   | 0          |
| Mittelfeld | Américo Gallego      | Newell’s Old Boys           | 25. April 1955    | 1                 | 0   | 1          |
| Mittelfeld | Jorge Gáspari        | Quilmes AC                  | 3. November 1958  | 4                 | 1   | 0          |
| Mittelfeld | Carlos Ángel López   | Racing Club                 | 17. Juli 1952     | 2                 | 1   | 0          |
| Mittelfeld | Diego Maradona       | Argentinos Juniors          | 30. Oktober 1960  | 2                 | 1   | 0          |
| Mittelfeld | José Daniel Valencia | Club Atlético Talleres      | 3. Oktober 1955   | 1                 | 0   | 0          |
| Sturm      | José Castro          | CA Vélez Sarsfield          | 15. Oktober 1955  | 3                 | 0   | 0          |
| Sturm      | Hugo Coscia          | San Lorenzo de Almagro      | 12. Oktober 1952  | 4                 | 1   | 0          |
| Sturm      | Roberto Osvaldo Díaz | Racing Club                 | 3. März 1953      | 4                 | 1   | 0          |
| Sturm      | Sergio Fortunato     | Estudiantes de La Plata     | 23. Oktober 1956  | 3                 | 0   | 0          |

Trainer:  César Luis Menotti

### Bolivien
| Position   | Name                   | Verein                        | Geburtsdatum       | Anzahl der Spiele | Tor | Rote Karte |
| ---------- | ---------------------- | ----------------------------- | ------------------ | ----------------- | --- | ---------- |
| Torwart    | Hebert Hoyos           | Oriente Petrolero             | 29. April 1956     | 1                 | 0   | 0          |
| Torwart    | Carlos Conrado Jiménez | Club Bolívar                  | 10. Februar 1948   | 3                 | 0   | 0          |
| Abwehr     | Rogelio Delfin         | Club Always Ready             | 4. September 1953  | 1                 | 0   | 0          |
| Abwehr     | Erwin Espinosa         | Oriente Petrolero             | 27. Juli 1954      | 4                 | 0   | 0          |
| Abwehr     | Windsor del Llano      | Club The Strongest            | 17. August 1949    | 4                 | 0   | 0          |
| Abwehr     | Eduardo Angulo         | Club The Strongest            | 2. März 1953       | 3                 | 0   | 0          |
| Abwehr     | Edgar Vaca             | Club Blooming                 | 2. Mai 1956        | 4                 | 0   | 0          |
| Abwehr     | Ramiro Vargas          | Club Bolívar                  | 22. Oktober 1958   | 3                 | 0   | 0          |
| Mittelfeld | Carlos Aragonés        | Club Bolívar                  | 16. Februar 1956   | 4                 | 2   | 0          |
| Mittelfeld | Pablo Baldivieso       | Deportivo Municipal de La Paz | 30. Juni 1949      | 0                 | 0   | 0          |
| Mittelfeld | Carlos Fernando Borja  | Club Bolívar                  | 25. Dezember 1956  | 4                 | 0   | 0          |
| Mittelfeld | Aldo Fierro            | Club Bolívar                  | 19. Juni 1954      | 1                 | 0   | 0          |
| Mittelfeld | Luis González Roca     | Oriente Petrolero             | 30. Januar 1958    | 1                 | 0   | 0          |
| Mittelfeld | David Paniagua         | Club The Strongest            | 30. April 1959     | 1                 | 0   | 0          |
| Mittelfeld | Erwin Romero           | Oriente Petrolero             | 27. Juli 1957      | 4                 | 0   | 0          |
| Sturm      | Miguel Aguilar Eguez   | Club The Strongest            | 29. September 1953 | 4                 | 0   | 0          |
| Sturm      | Ovidio Messa           | Club The Strongest            | 12. Dezember 1952  | 2                 | 0   | 0          |
| Sturm      | Jesús Reynaldo         | Club Bolívar                  | 22. Mai 1954       | 4                 | 2   | 0          |

Trainer:  Ramiro Blacut

### Brasilien
| Position   | Name                 | Verein                     | Geburtsdatum       | Anzahl der Spiele | Tor | Rote Karte |
| ---------- | -------------------- | -------------------------- | ------------------ | ----------------- | --- | ---------- |
| Torwart    | Émerson Leão         | CR Vasco da Gama           | 11. Juli 1949      | 6                 | 0   | 0          |
| Torwart    | Carlos Roberto Gallo | AA Ponte Preta             | 4. März 1956       | 0                 | 0   | 0          |
| Torwart    | João Leite           | Atlético Mineiro           | 13. Oktober 1955   | 0                 | 0   | 0          |
| Abwehr     | Amaral               | Corinthians São Paulo      | 25. Dezember 1954  | 6                 | 0   | 0          |
| Abwehr     | Marco Antônio        | CR Vasco da Gama           | 6. Februar 1951    | 0                 | 0   | 0          |
| Abwehr     | Edinho               | Fluminense Rio de Janeiro  | 5. Juni 1955       | 5                 | 0   | 0          |
| Abwehr     | Edson                | Guarani FC                 | 9. September 1956  | 1                 | 0   | 0          |
| Abwehr     | Júnior               | Flamengo Rio de Janeiro    | 29. Juni 1954      | 0                 | 0   | 0          |
| Abwehr     | Nelinho              | Cruzeiro Belo Horizonte    | 26. Juli 1950      | 0                 | 0   | 0          |
| Abwehr     | Oscar                | AA Ponte Preta             | 20. Juni 1954      | 1                 | 0   | 0          |
| Abwehr     | Pedrinho             | Palmeiras São Paulo        | 22. Oktober 1957   | 3                 | 0   | 0          |
| Abwehr     | Antônio Rondinelli   | Flamengo Rio de Janeiro    | 26. April 1954     | 0                 | 0   | 0          |
| Abwehr     | Toninho              | Flamengo Rio de Janeiro    | 7. Juni 1948       | 5                 | 0   | 0          |
| Mittelfeld | Adílio               | Flamengo Rio de Janeiro    | 15. Mai 1956       | 0                 | 0   | 0          |
| Mittelfeld | Batista              | Internacional Porto Alegre | 8. März 1955       | 4                 | 0   | 0          |
| Mittelfeld | Carpegiani           | Flamengo Rio de Janeiro    | 7. Februar 1949    | 4                 | 0   | 0          |
| Mittelfeld | Toninho Cerezo       | Atlético Mineiro           | 21. April 1955     | 0                 | 0   | 0          |
| Mittelfeld | Chicão               | FC São Paulo               | 30. Januar 1949    | 1                 | 0   | 0          |
| Mittelfeld | Falcão               | Internacional Porto Alegre | 16. Oktober 1953   | 3                 | 1   | 0          |
| Mittelfeld | Jair                 | Internacional Porto Alegre | 11. Juni 1953      | 1                 | 0   | 0          |
| Mittelfeld | Pintinho             | CR Vasco da Gama           | 25. Juni 1954      | 1                 | 0   | 0          |
| Mittelfeld | Pita                 | FC Santos                  | 4. August 1958     | 0                 | 0   | 0          |
| Mittelfeld | Renato               | FC São Paulo               | 21. Februar 1957   | 1                 | 0   | 0          |
| Mittelfeld | Sócrates             | Corinthians São Paulo      | 19. Februar 1954   | 4                 | 3   | 0          |
| Mittelfeld | Zenon                | Guarani FC                 | 31. März 1954      | 3                 | 0   | 0          |
| Mittelfeld | Zico                 | Flamengo Rio de Janeiro    | 3. März 1953       | 3                 | 2   | 1          |
| Sturm      | Éder Aleixo          | Grêmio Porto Alegre        | 25. Mai 1957       | 0                 | 0   | 0          |
| Sturm      | Nílton Batata        | FC Santos                  | 5. November 1954   | 1                 | 0   | 0          |
| Sturm      | Roberto Dinamite     | CR Vasco da Gama           | 13. April 1954     | 1                 | 1   | 0          |
| Sturm      | João Paulo           | FC Santos                  | 15. Juni 1957      | 0                 | 0   | 0          |
| Sturm      | Juary                | FC Santos                  | 16. Juni 1959      | 0                 | 0   | 0          |
| Sturm      | Palhinha             | Corinthians São Paulo      | 11. Juni 1950      | 0                 | 0   | 0          |
| Sturm      | Serginho Chulapa     | FC São Paulo               | 23. Dezember 1953  | 0                 | 0   | 0          |
| Sturm      | Tarciso              | Grêmio Porto Alegre        | 15. September 1954 | 1                 | 1   | 0          |
| Sturm      | Tita                 | Flamengo Rio de Janeiro    | 1. April 1958      | 4                 | 2   | 0          |
| Sturm      | Zé Sérgio            | FC São Paulo               | 8. März 1957       | 0                 | 0   | 0          |
| Sturm      | Zezé                 | Fluminense Rio de Janeiro  | 30. Juni 1957      | 1                 | 0   | 0          |

Trainer:  Cláudio Coutinho

## Gruppe C

### Ecuador
| Position   | Name                     | Verein                           | Geburtsdatum      | Anzahl der Spiele | Tor | Rote Karte |
| ---------- | ------------------------ | -------------------------------- | ----------------- | ----------------- | --- | ---------- |
| Torwart    | Carlos Omar Delgado      | CD El Nacional                   | 7. Februar 1950   | 0                 | 0   | 0          |
| Torwart    | Milton Vicente Rodríguez | Rangers de Talca                 | 9. Juli 1954      | 4                 | 0   | 0          |
| Abwehr     | Luis Escalante           | CD El Nacional                   | 19. Januar 1945   | 1                 | 0   | 0          |
| Abwehr     | Ecuador Figueroa         | CD El Nacional                   | 18. März 1953     | 1                 | 0   | 0          |
| Abwehr     | Fausto Klinger           | Barcelona Sporting Club          | 15. April 1953    | 4                 | 1   | 0          |
| Abwehr     | José Paes                | América de Quito                 | 29. Dezember 1954 | 4                 | 0   | 0          |
| Abwehr     | Miguel Pérez             | CD El Nacional                   | 8. März 1945      | 3                 | 0   | 0          |
| Abwehr     | Flavio Perlaza           | CD El Nacional                   | 7. Oktober 1951   | 4                 | 0   | 0          |
| Mittelfeld | Carlos Torres Garcés     | Club Sport Emelec                | 15. August 1951   | 4                 | 0   | 1          |
| Mittelfeld | Luis Granda              | CD El Nacional                   | 2. Juli 1955      | 4                 | 0   | 1          |
| Mittelfeld | Carlos Ron               | CD El Nacional                   | 16. Dezember 1953 | 4                 | 0   | 1          |
| Mittelfeld | José Villafuerte         | CD El Nacional                   | 27. November 1956 | 2                 | 0   | 0          |
| Sturm      | Jorge Luis Alarcón       | LDU Quito                        | 8. Februar 1956   | 4                 | 1   | 0          |
| Sturm      | Hugo Barrera             |                                  |                   | 0                 | 0   | 0          |
| Sturm      | Juan Madruñero           | Barcelona Sporting Club          | 26. April 1954    | 2                 | 0   | 0          |
| Sturm      | Cristóbal Mantilla       | Universidad Católica del Ecuador | 28. November 1949 | 3                 | 0   | 0          |
| Sturm      | Roque Párraga            | América de Quito                 | 18. November 1952 | 0                 | 0   | 0          |
| Sturm      | Vinicio Ron              | CD El Nacional                   | 26. Februar 1954  | 4                 | 0   | 0          |
| Sturm      | Mario Tenorio            | Deportivo Cuenca                 | 21. August 1957   | 4                 | 1   | 0          |

Trainer:  Héctor Morales

### Paraguay
| Position   | Name                 | Verein               | Geburtsdatum      | Anzahl der Spiele | Tor | Rote Karte |
| ---------- | -------------------- | -------------------- | ----------------- | ----------------- | --- | ---------- |
| Torwart    | Alcides Báez         | Club Libertad        | 17. Januar 1947   | 1                 | 0   | 0          |
| Torwart    | Roberto Fernández    | Club Cerro Porteño   | 9. Juli 1954      | 8                 | 0   | 0          |
| Abwehr     | Alejandrino Arce     | Club Nacional        | 11. August 1955   | 1                 | 0   | 0          |
| Abwehr     | Cristín Cibils       | CA Tembetary         | 13. März 1956     | 8                 | 0   | 0          |
| Abwehr     | Juan Espínola        | Club Libertad        | 12. Juli 1953     | 5                 | 0   | 0          |
| Abwehr     | Gerónimo Ovelar      | Club Cerro Porteño   |                   | 2                 | 0   | 1          |
| Abwehr     | Roberto Paredes      | Club Olimpia         | 2. Dezember 1956  | 5                 | 0   | 0          |
| Abwehr     | Juan Ramón Sandoval  | River Plate Asunción |                   | 1                 | 0   | 0          |
| Abwehr     | Alicio Solalinde     | Club Olimpia         | 1. Februar 1952   | 2                 | 1   | 0          |
| Abwehr     | Flaminio Sosa        | Club Olimpia         | 24. Januar 1946   | 5                 | 0   | 0          |
| Abwehr     | Juan Torales         | Sportivo Luqueño     | 9. März 1956      | 9                 | 0   | 0          |
| Abwehr     | Juan Manuel Villalba | Club Libertad        |                   | 1                 | 0   | 0          |
| Mittelfeld | Osvaldo Aquino       | Club Olimpia         | 28. Januar 1952   | 2                 | 0   | 0          |
| Mittelfeld | Arecio Colmán        | Club Libertad        | 10. Juni 1951     | 1                 | 0   | 0          |
| Mittelfeld | Adalberto Escobar    | Club Libertad        | 23. April 1949    | 1                 | 0   | 0          |
| Mittelfeld | Aldo Florentín       | Club Cerro Porteño   | 10. November 1957 | 9                 | 0   | 0          |
| Mittelfeld | Carlos Kiese         | Club Olimpia         | 1. Juni 1957      | 5                 | 0   | 0          |
| Mittelfeld | Juvencio Osorio      | Club Cerro Porteño   | 1. Juni 1950      | 2                 | 1   | 0          |
| Mittelfeld | Mariano Pesoa        | Club Cerro Porteño   | 30. April 1952    | 2                 | 0   | 0          |
| Mittelfeld | Julio César Romero   | Sportivo Luqueño     | 28. August 1960   | 7                 | 3   | 0          |
| Mittelfeld | Hugo Talavera        | Club Olimpia         | 31. Oktober 1949  | 5                 | 2   | 0          |
| Mittelfeld | Luis Torres          | Club Olimpia         | 7. November 1952  | 5                 | 0   | 0          |
| Mittelfeld | Tito Vera            | Club Libertad        |                   | 1                 | 0   | 0          |
| Sturm      | Isabelino Acosta     | Club Sol de América  | 2. Dezember 1956  | 2                 | 0   | 0          |
| Sturm      | Roberto Cabañas      | Club Cerro Porteño   | 11. April 1961    | 1                 | 0   | 0          |
| Sturm      | Pedro Fleitas        | Club Cerro Porteño   | 11. Juli 1953     | 1                 | 0   | 0          |
| Sturm      | Evaristo Isasi       | Club Olimpia         | 26. Oktober 1955  | 6                 | 0   | 0          |
| Sturm      | Arsenio Meza         | River Plate Asunción | 22. Januar 1953   | 1                 | 0   | 0          |
| Sturm      | Eugenio Morel        | Club Libertad        | 2. Februar 1950   | 7                 | 4   | 0          |
| Sturm      | Milcíades Morel      | Club Libertad        | 9. September 1953 | 6                 | 2   | 0          |
| Sturm      | Amado Pérez          | Club Sol de América  | 24. Juni 1959     | 1                 | 0   | 0          |
| Sturm      | Enrique Villalba     | Club Olimpia         | 2. Januar 1955    | 1                 | 0   | 0          |

Trainer:  Ranulfo Miranda

### Uruguay
| Position   | Name                | Verein               | Geburtsdatum       | Anzahl der Spiele | Tor | Rote Karte |
| ---------- | ------------------- | -------------------- | ------------------ | ----------------- | --- | ---------- |
| Torwart    | Freddy Clavijo      | Defensor Sporting    | 3. Mai 1955        | 0                 | 0   | 0          |
| Torwart    | Rodolfo Rodríguez   | Nacional Montevideo  | 20. Januar 1956    | 4                 | 0   | 0          |
| Abwehr     | Domingo Cáceres     | Peñarol Montevideo   | 7. September 1959  | 2                 | 0   | 0          |
| Abwehr     | Hugo de León        | Nacional Montevideo  | 27. Februar 1958   | 4                 | 0   | 0          |
| Abwehr     | Víctor Diogo        | Peñarol Montevideo   | 9. April 1958      | 2                 | 0   | 0          |
| Abwehr     | Washington González | Defensor Sporting    | 6. Dezember 1955   | 2                 | 0   | 0          |
| Abwehr     | Nelson Marcenaro    | Peñarol Montevideo   | 4. September 1952  | 2                 | 0   | 0          |
| Abwehr     | José Moreira        | Nacional Montevideo  | 30. September 1958 | 2                 | 0   | 0          |
| Abwehr     | José Luis Russo     | Defensor Sporting    | 14. Juli 1958      | 0                 | 0   | 0          |
| Abwehr     | Mario Zoryez        | Peñarol Montevideo   | 9. September 1950  | 2                 | 0   | 0          |
| Mittelfeld | Nelson Agresta      | Nacional Montevideo  | 2. August 1955     | 4                 | 0   | 0          |
| Mittelfeld | Gary Castillo       | Sud América          |                    | 1                 | 0   | 1          |
| Mittelfeld | Eduardo De la Peña  | Nacional Montevideo  | 7. Juni 1955       | 2                 | 0   | 0          |
| Mittelfeld | Ildo Maneiro        | Peñarol Montevideo   | 4. August 1947     | 2                 | 0   | 1          |
| Mittelfeld | Rubén Paz           | Peñarol Montevideo   | 8. August 1959     | 3                 | 0   | 1          |
| Mittelfeld | Ember Quintas       | Sud América          |                    | 0                 | 0   | 0          |
| Mittelfeld | Mario Saralegui     | Peñarol Montevideo   | 24. April 1959     | 2                 | 0   | 0          |
| Mittelfeld | Lorenzo Unanue      | Peñarol Montevideo   | 22. März 1953      | 3                 | 0   | 0          |
| Mittelfeld | Ernesto Vargas      | Peñarol Montevideo   | 1. Mai 1961        | 1                 | 0   | 0          |
| Sturm      | Daniel Alonso       | Liverpool Montevideo | 18. April 1956     | 3                 | 0   | 0          |
| Sturm      | Alberto Bica        | Nacional Montevideo  | 11. Februar 1958   | 3                 | 1   | 0          |
| Sturm      | Denís Milar         | Nacional Montevideo  | 20. August 1952    | 2                 | 1   | 0          |
| Sturm      | Washington Olivera  | Peñarol Montevideo   | 25. Juni 1954      | 0                 | 0   | 0          |
| Sturm      | Venancio Ramos      | Peñarol Montevideo   | 20. Juni 1959      | 0                 | 0   | 0          |
| Sturm      | Waldemar Victorino  | Nacional Montevideo  | 22. Mai 1952       | 3                 | 2   | 0          |

Trainer:  Roque Máspoli

## Halbfinale

### Peru
| Position   | Name               | Verein                    | Geburtsdatum       | Anzahl der Spiele | Tor | Rote Karte |
| ---------- | ------------------ | ------------------------- | ------------------ | ----------------- | --- | ---------- |
| Torwart    | Eusebio Acasuzo    | Universitario de Deportes | 8. April 1952      | 2                 | 0   | 0          |
| Abwehr     | Héctor Chumpitaz   | Sporting Cristal          | 12. April 1944     | 2                 | 0   | 0          |
| Abwehr     | Rubén Toribio Díaz | Sporting Cristal          | 17. April 1952     | 2                 | 0   | 0          |
| Abwehr     | Jaime Duarte       | Alianza Lima              | 27. Februar 1955   | 1                 | 0   | 0          |
| Abwehr     | José Navarro       | Sporting Cristal          | 24. September 1948 | 1                 | 0   | 0          |
| Mittelfeld | César Cueto        | Atlético Nacional         | 6. Juni 1952       | 2                 | 0   | 0          |
| Mittelfeld | Raúl Gorriti       | Deportivo Municipal       | 10. Oktober 1956   | 1                 | 0   | 0          |
| Mittelfeld | Germán Leguía      | Universitario de Deportes | 2. Januar 1954     | 2                 | 0   | 0          |
| Mittelfeld | Jorge Olaechea     | Alianza Lima              | 27. August 1956    | 2                 | 0   | 0          |
| Mittelfeld | José Velásquez     | Independiente Medellín    | 4. Juni 1952       | 2                 | 0   | 0          |
| Sturm      | Guillermo La Rosa  | Alianza Lima              | 6. Juni 1952       | 2                 | 0   | 0          |
| Sturm      | Ernesto Labarthe   | Sport Boys                | 2. Juni 1956       | 1                 | 0   | 0          |
| Sturm      | Roberto Mosquera   | Sporting Cristal          | 21. August 1956    | 2                 | 1   | 0          |
| Sturm      | Percy Rojas        | Sporting Cristal          | 16. September 1949 | 1                 | 0   | 1          |
| Sturm      | Freddy Ravello     | Sporting Cristal          | 28. Januar 1958    | 2                 | 0   | 0          |

Trainer:  José Chiarella